# Veliká Ves
Veliká Ves (deutsch Michelsdorf) ist eine Gemeinde in Tschechien. Sie liegt sechs Kilometer nördlich von Podbořany und gehört zum Okres Chomutov.

## Geographie

### Geographische Lage
Veliká Ves befindet sich östlich des Duppauer Gebirge am Bach Dubá im Nordböhmischen Becken. Südöstlich erheben sich der Rubín (352 m), Rudnice (371 m) und Podbořanský vrch (328 m) sowie im Südwesten der Kozel (Boxberg, 364 m). Im Süden und Westen wird der Ort von der Bahnstrecke Kaštice–Kadaň umfahren.

### Gemeindegliederung
Die Gemeinde Veliká Ves besteht aus den Ortsteilen Nové Třebčice (Deutsch Trebetitsch), Podlesice (Podletitz), Široké Třebčice (Weitentrebetitsch), Veliká Ves (Michelsdorf) und Vitčice (Groß Witschitz).

### Nachbarorte
Nachbarorte sind Račetice im Norden, Mory im Nordosten, Oploty, Neprobylice und Kaštice im Osten, Zlovědice und Vysoké Třebušice im Südosten, Krásný Dvůr im Süden, Chrašťany im Südwesten sowie Chotěbudice im Westen.

## Geschichte
Die erste urkundliche Erwähnung von Magna villa (= lat. Übersetzung von Veliká Ves) erfolgte im Jahre 1369. Der Ort entstand um eine Feste und ist seit dem 14. Jahrhundert als Pfarrdorf nachweisbar. Besitzer des Dorfes waren am Ende des 14. Jahrhunderts die Škopek von Dubá. Nach 1400 erwarb das Kapitel St. Veit die Güter und verpachte sie an Nikolaus von Slupno. Zu dieser Zeit wurde bereits Hopfenbau betrieben. Im Laufe der Zeit wurde das Dorf als Welikau Wsy, Welkau Wes und Michelsdorf bezeichnet. 1414 kaufte Nikolaus Lobkowitz von Hassenstein die Güter und schlug sie der seiner Herrschaft Hassenstein zu. Nach dem Tode seines Enkels Jaroslav Lobkowitz teilten dessen drei Söhne 1490 die Herrschaft. Besitzer von Welikau Wsy wurde Jan Lobkowitz, den 1529 sein Sohn Jaroslav beerbte. 1561 erwarb der Graf Schlick den Ort. 1562 wurde Johann Waldemar Lobkowitz von Hassenstein Besitzer der Güter und schloss sie an die Herrschaft Mašťov an. Der Sohn Bohuslav Felix von Lobkowitz und Hassensteins war ein entschiedener Gegner des Katholizismus und duldete keine katholischen Pfarrer in seiner Herrschaft. 1603 kaufte Prokop Dvořečký von Olbramowitz Mašťov von den Brüdern Johann Bartholomäus und Georg Ctirad von Schwanberg, Enkelsöhne Johann Waldemars. 1612 erfolgte der Verkauf an Matthias d. Ä. von Steinbach. Johann Heinrich von Steinbach verlor nach der Schlacht am Weißen Berg als enger Anhänger Friedrichs V. seine Güter. 1623 wurde die Herrschaft Maschau an den spanischen General Wilhelm Verdugo de la Scala († 1629) verkauft, der in den Reichsgrafenstand und zum Freiherrn von Maschau und Duppau erhoben wurde. Nach dem Dreißigjährigen Krieg erwarb das Augustinerkloster auf dem Prager Karlshof Michelsdorf. In der berní rula von 1654 sind für das Dorf 23 Anwesen ausgewiesen, von denen vier wüst lagen. Neben den Augustinern besaß das Gut Groschau (Chrašťany) zu dieser Zeit einen kleinen Anteil von Michelsdorf. Der Orden ließ das alte Schloss abtragen und einen barocken Neubau errichten, der dem Abt als Sommersitz diente. Im Schloss verstarb der Abt Tomáš Josef Girčan.
Nach der Aufhebung des Klosters fiel Michelsdorf 1785 dem Religionsfonds zu und wurde drei Jahre später an Ignaz Schreiter verkauft. Der Ort bestand zu dieser Zeit aus 38 Häusern. Gegen Ende des 18. Jahrhunderts begann der Bergbau auf Braunkohle. 1811 ließ Ignaz Schreiter die Braunkohlenzeche Ignaz-Schacht anlegen. Wegen Verdiensten in den Napoleonischen Kriegen wurde Ignaz Schreiter jun. 1816 in den Ritterstand erhoben und erhielt das Prädikat Schreitter von Schwarzenfeld.
Nach der Aufhebung der Patrimonialherrschaften bildete Michelsdorf / Veliká Ves ab 1850 eine Gemeinde im Bezirk Podersam. Die Obstbaumschule von Franz Seidl betrieb zu dieser Zeit eine erfolgreiche Zucht von Seidenraupen auf Maulbeerbäumen. 1866 brach die Cholera aus, an der auch der Baumschulbesitzer Seidl verstarb. In der zweiten Hälfte des 19. Jahrhunderts entstanden weitere Zechen: Der Michael-Schacht, der Ambrosius-Schacht und der Barbara-Schacht. 1890 verkaufte die Familie Schreitter das Schloss an Richard Procházka aus Prag, 1896 erwarb es Jaroslav Kose. Im Jahre 1900 hatte das Dorf 300 Einwohner. Zu dieser Zeit überwog die Landwirtschaft den Bergbau bereits wieder. Im Jahre 1920 kaufte Josef Zahn das Schloss. 1926 wurde der Braunkohlenabbau gänzlich eingestellt. 1930 lebten in Michelsdorf 219 Menschen.
Nach dem Münchner Abkommen wurde der Ort 1938 dem Deutschen Reich zugeschlagen und gehörte bis 1945 zum Landkreis Podersam. 1939 hatte das Dorf 198 Einwohner. Nach dem Ende des Zweiten Weltkriegs kam Veliká Ves zur Tschechoslowakei zurück und die deutsche Bevölkerung wurde vertrieben.
1949 wurde das Schloss in die Verwaltung des Staatsgutes Krásný Dvůr übergeben.
Mit Beginn des Jahres 1961 kam die Gemeinde zum Okres Chomutov und zugleich wurden Vitčice, Nové Třebčice, Široké Třebčice und Podlesice eingemeindet. Das Barockschloss in Široké Třebčice wurde 1988 abgerissen.

## Kultur und Sehenswürdigkeiten

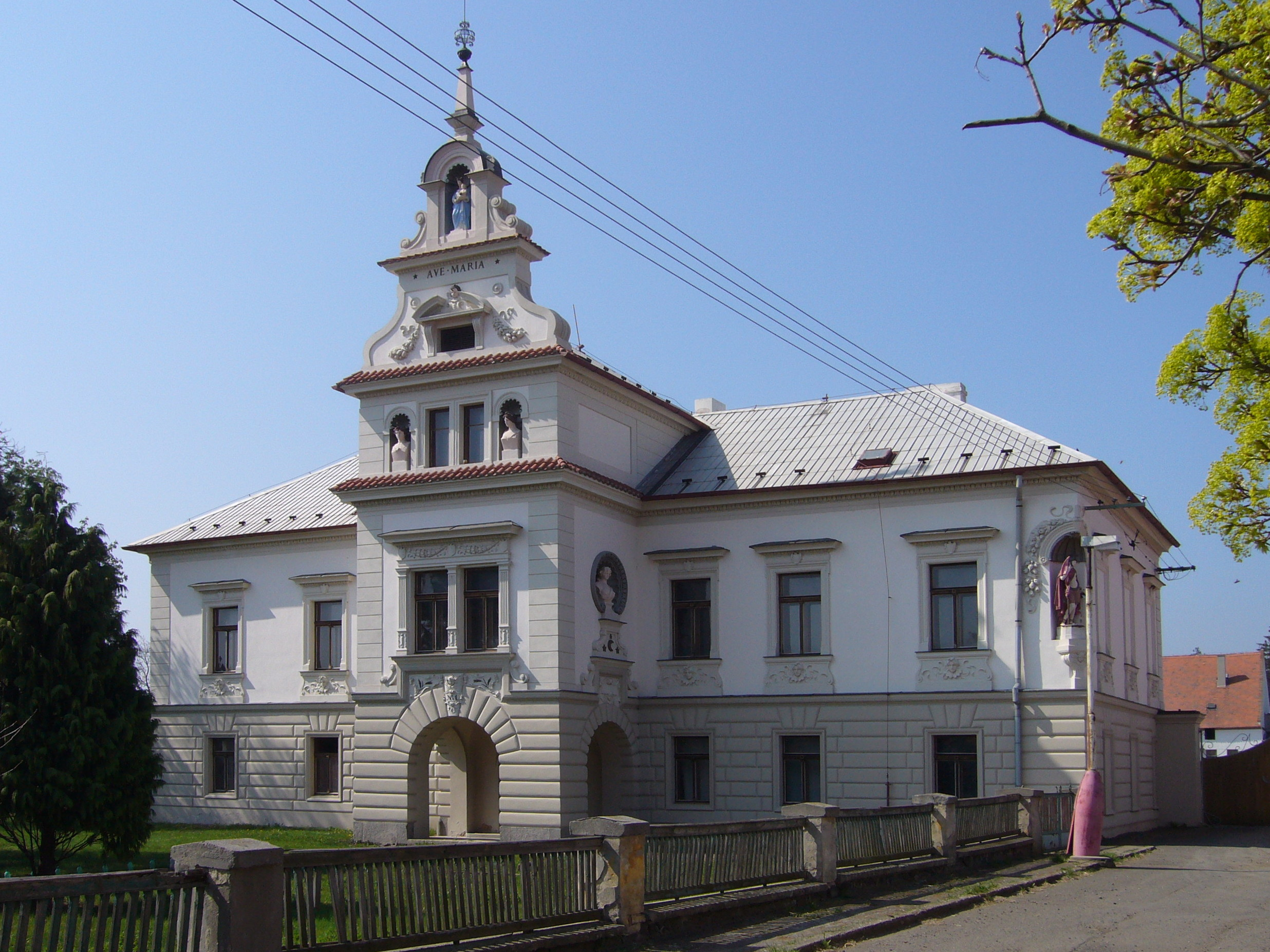
Schloss Michelsdorf

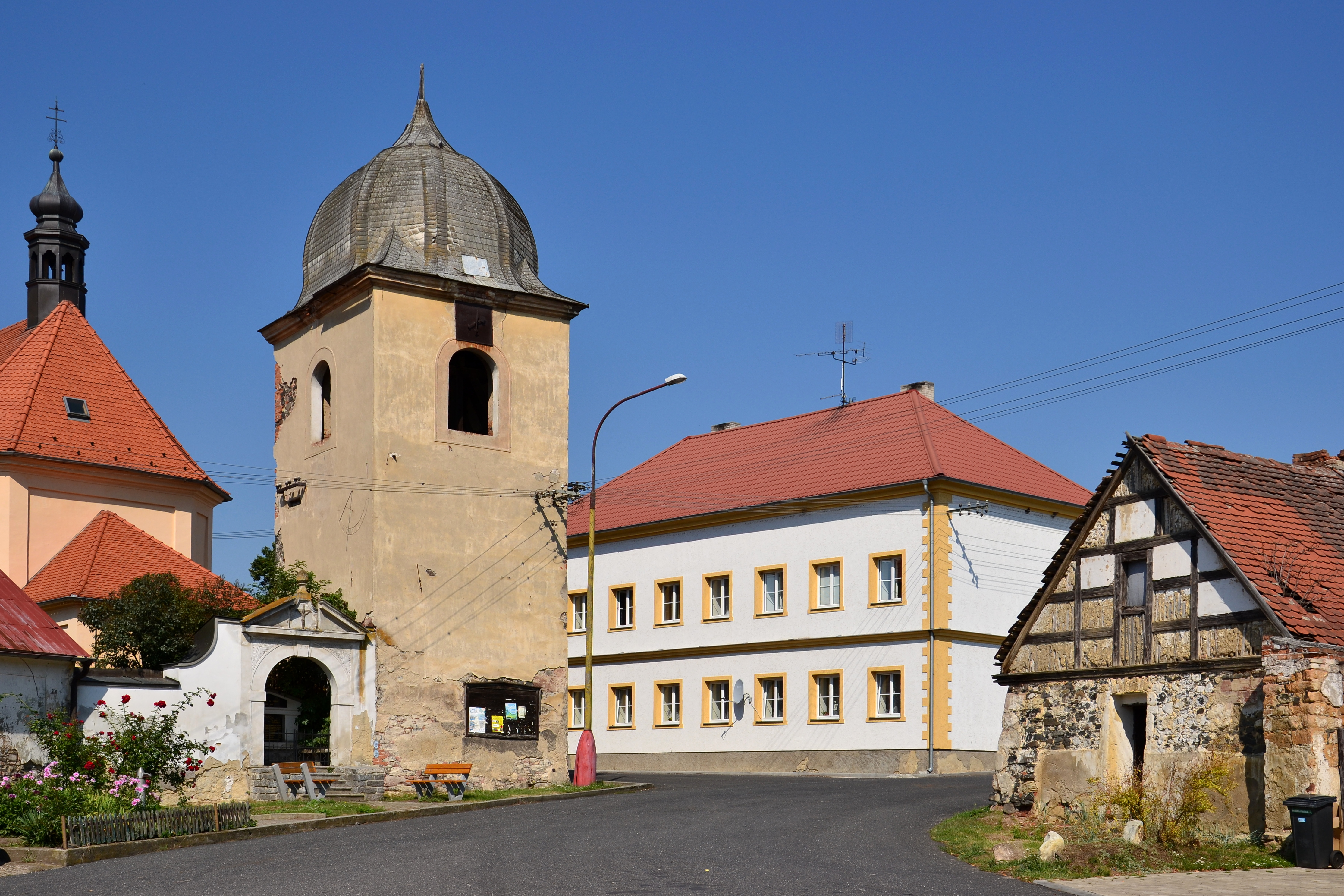
Glockenturm

- Schloss Veliká Ves, das 1762 vollendete Barockschloss diente bis 1785 als Sommersitz der Äbte, zwischen 1890 und 1896 erfolgte für Richard Procházka ein Umbau im Neorenaissancestil
- Kirche Jakobus des Älteren, erbaut 1764 anstelle eines abgebrannten Vorgängerbaus
- Glockenturm vor der Kirche am Dorfplatz, errichtet im 16. Jahrhundert
- barocke Statuen des hl. Augustin und Johann von Nepomuk vor dem Haupteingang der Kirche, geschaffen 1773
- Statue des hl. Schutzengels vom Ende des 18. Jahrhunderts, auf dem Dorfplatz
- jüdisches Viertel in Široké Třebčice, die aus sieben Reihenhäusern bestehende Siedlung entstand zwischen 1709 und 1722 auf Initiative von Franz Joseph von Schönkirchen
- Kirche der Erhebung des hl. Kreuzes in Široké Třebčice, der 1822 anstelle einer Kapelle aus dem Jahre 1722 errichtete barocke Bau ist in einem baufälligen Zustand

## Persönlichkeiten

### Söhne und Töchter der Gemeinde
- Ignaz Hirsch (1834–1908), österreichischer Mediziner und Preußischer Sanitätsrat, geboren in Weitentrebetitsch
- Anton August Naaff (1850–1918), österreichischer Journalist und Schriftsteller, geboren in Weitentrebetitsch
- Franz Stöhr (1879–1938), nationalsozialistischer Politiker, geboren in Weitentrebetitsch

### In der Gemeinde lebten und wirkten
- Matthias von Janow (zwischen 1350 und 1355–1393), der Prager Reformtheologe wurde 1388 nach Michelsdorf versetzt und schrieb hier sein Hauptwerk Regulae Veteris et Novi Testamenti
- Franz Josef Tobisch (1788–1880), lebte ab 1815 als Gutsbesitzer in Deutsch Trebetitsch. Er befreite sich 1831/1832 mit eigenen Mitteln vor der k.k. Hofkanzlei erfolgreich von der Robotpflicht.